# APN(Advanced Program Network)
미국 로스앤젤레스에 위치한 소프트웨어 회사 Apparel Net Systems Inc.의 DBA이다. 다운타운 LA 패션 디스트릭트에 위치한 도매 업체를 주요 타겟으로 한다. 주로 서비스하고 있는 APN ERP는 의류 생산과 판매까지 팔로우업하기 위해 필요한 모든 기능을 제공하는 All-In One System이다.

## 경영 철학
호사유피 인사유명(虎死留皮 人死留名): 호랑이는 죽어 가죽을 남기고, 사람은 죽어 이름을 남긴다. 죽더라도 좋은 소프트웨어를 남기고자 하는 사명을 가지고 있다.

## 경영 목표
직접 의류 도매업에 뛰어들어 겪은 현장 경험을 바탕으로 도매 의류 생산·판매의 복잡한 불편함을 완벽히 해소하는 정교하고 세밀한 소프트웨어를 개발하는 것을 목표로 삼고 있다.

## 제공 서비스

### APN ERP Solutions
웹 기반 패션 ERP 시스템으로, 의류 도매 비즈니스 전반의 워크플로우를 통합 관리할 수 있다.

#### 1. 소싱 및 생산 관리
의류 생산에 필요한 실, 원단 주문부터 생산 오더 관리, 쉬핑 스케줄 관리 등 생산 공정 전반을 팔로업한다.

#### 2. 판매 및 고객 관계 관리
바이어 및 세일즈 오더 관리, 공급망 컨트롤 등 세일즈 과정을 최적화한다.

#### 3. 재무 관리
인보이스 발행, 결제 자동화 시스템 등이 있다.

#### 4. 재고 관리
입고, 출고, 패킹 리스트 등 물류 흐름을 최적화 하기 위한 인벤토리 관리를 할 수 있다.

#### 5. EDI
주문 받은 상품을 여러 스토어에 쉬핑을 할 때 유용한 기능이다.

#### 6. 모바일 ERP
모바일 기능을 제공한다.

### Warehouse Management
입고·출고·피킹·포장·재고 위치 관리 등 창고 운영의 모든 과정을 최적화하기 위한 창고 관리 시스템이다.

### Trade Show Module
전시회 현장에서 필요한 바코드와 스캐너, 실시간 동기화 시스템 등 바이어별 주문 관리와 재고 반영을 즉시 처리할 수 있다.

### E-commerce
도매 전용 전자상거래를 활성화하기 위한 서비스로 APN ERP 연동을 통해 상품·주문·결제 데이터를 통합 관리하며, 맞춤형 웹사이트 개발 서비스를 제공한다.

### Multi Channel Listing
상품 수와 판매 채널이 많은 사업체를 타겟으로 하며 APN ERP 시스템을 통해 Fashion Go, Shopify, Faire 등 여러 플랫폼에 스타일을 자동 등록할 수 있는 서비스이다.
1. ↑  “에이전시 디렉토리”.